# Paul Lambrichts
Paul Lambrichts (Eisden, 16 ottobre 1954) è un ex calciatore belga, di ruolo centrocampista.

## Palmarès

### Club

#### Competizioni nazionali
- Campionato belga: 1

Beveren: 1983-1984
- Coppa del Belgio: 1

Beveren: 1982-1983
- Supercoppa del Belgio: 1

Beveren: 1984